# Kanton Amiens 2e (Nord-Ouest)
Kanton Amiens 2e (Nord-Ouest) is een kanton van het Franse departement Somme. Het kanton maakt deel uit van het arrondissement Amiens. Het werd opgeheven bij decreet van 26 februari 2014 met uitwerking vanaf 2015.

## Gemeenten
Het kanton Amiens 2e (Nord-Ouest) omvat de volgende gemeenten:
- Amiens (deels, hoofdplaats)
- Argœuves
- Saint-Sauveur